# Keyhaven
Keyhaven – osada w Anglii, w hrabstwie Hampshire, w dystrykcie New Forest. Leży 41 km na południe od miasta Winchester i 134 km na południowy zachód od Londynu.
Na południowy zachód od osady znajduje się zbudowany przez Henryka VIII Hurst Castle a przy nim Latarnia morska Hurst Point z 1867 roku.